# Heinrich Mercy
Heinrich Mercy (26. září 1826 Roxheim, Porýní-Falc  – 26. srpna 1912 Štýrský Hradec) byl rakouský a český knihkupec, vydavatel a politik německé národnosti, v 2. polovině 19. století poslanec Českého zemského sněmu.

## Biografie
Narodil se jako nemanželský syn Margarethy Thomas Mersy v obci Roxheim (nyní součást sdužení obcí Rüdersheim)  v zemském okrese Bad Kreuznach v Porýní-Falci. Toto rodiště uvedl ve své pražské policejní přihlášce.  Z téže obce pocházela také jeho matka. 
V Heidelbergu se vyučil knihkupcem. Během vandru se dočasně usídlil na podzim 1846 v Praze, kde pracoval pro knihkupectví Friedricha Tempskyho. Pak pokračoval v cestách po střední Evropě do Karlsruhe, Innsbrucku a Vídně. V roce 1852 celý rok řídil knihkupectví ve Veroně. V roce 1852 se trvale přestěhoval do Prahy, získal rakouské státní občanství a vedl zde knihkupectví, jehož jediným majitelem se stal roku 1853. Byl aktivní v žurnalistice. Již roku 1854 založil Mercys Anzieger, který se později spojil do listu Prager Morgenpost a roku 1864 se sloučil s deníkem Tagesbote aus Böhmen, který vydával David Kuh. Poté, co Mercy prodal své knihkupectví, působil jako majitel tiskárny vzniklé roku 1861. V roce 1877 založil list Prager Tagblatt.

### Politik
V 70. letech 19. století se zapojil i do zemské politiky. Ve doplňovacích volbách roku 1875 byl zvolen na Český zemský sněm za kurii obchodních a živnostenských komor (obvod Praha). Na sněm se vrátil ještě roku 1880, kdy uspěl v doplňovací volbě, opět za kurii obchodních a živnostenských komor v Praze.
Působil jako prezident Rakousko-uherského svazu knihkupců. Jako německý liberál (takzvaná německá Ústavní strana) se podílel i na založení pražského německého spolku Deutsches Kasino.

### Nakladatel
Jako knihkupec a majitel tiskárny dal Heinrich Mercy svou firmu zaprotokolovat 8. června roku 1861 v Praze na Starém Městě  v Celetné ulici 22, kde také jeho rodina bydlela. V  letech 1868-1897 se stal úspěšným nakladatelem, zejména vydáváním 20 cestopisů arcivévody Ludvíka Salvátora, které opakovaně vycházely v němčině  i češtině, někdy také ve francouzštině nebo angličtině, s četnými ilustracemi formou dřevorytů  Bedřicha Havránka, Jana Šimáně a Jana Josse, nebo litografií, na jejichž předlohách se podílel mj. Quido Mánes.  V ediční řadě cestopisů téhož autora pokračoval dalšími 20 tituly také Wilhelm Mercy.
V roce 1897 Heinrich Mercy přenechal své nakladatelství a tiskárnu v Panské ulici 12 i vedení listu Prager Tagblatt mladšímu synovi Wilhelmu Mercymu.  Ten na uvedené adrese otevřel také kavárnu a oba podniky provozoval nejméně do roku 1912. 
Heinrich Mercy na sklonku života pobýval ve Štýrském Hradci, kde také v srpnu 1912 zemřel. Pohřben byl na Olšanských hřbitovech.

## Rodina
- Matka
- 1. manželka Antonia rozená Justová (1832–1856)
- 2. manželka Rosa/Růžena Peterková (* 1835) z Klatov[10], sňatek v Praze kolem 1861
- Syn Heinrich  (* 1862–?)
- Syn Wilhelm/Vilém Mercy (7. 11. 1866 Praha – 4. 8. 1914), JUDr., sňatek 18. 10. 1894 u sv. Václava na Proseku, manželka Otilie roz. Austerlitzová, 3 dceryː Rosa, Matylda a Alžběta.[11]
- dcery Mathilda  (* 1860) a Emilie  (* 1873)